# Bozüyük, Yatağan
Bozüyük là một thị trấn thuộc huyện Yatağan, tỉnh Muğla, Thổ Nhĩ Kỳ. Dân số thời điểm năm 2011 là 1.086 người.